# 弗鲁赞
弗鲁赞（法語：Frouzins）是法国上加龙省的一个市镇，属于米雷区（Muret）米雷县（Muret）。该市镇总面积7.91平方公里，2009年时的人口为7585人。

## 人口
弗鲁赞人口变化图示